# Göran Petersson (kemist)
Göran Petersson, född 1941, är en svensk kemist och professor emeritus i kemisk miljövetenskap.

## Biografi
Petersson disputerade 1974 på en doktorsavhandling om analys med gaskromatografi, och blev därefter docent med inriktning på analytisk kolhydratkemi.
Han ansvarade under mer än 25 år för både forskning och utbildning i kemisk miljövetenskap vid Chalmers. Viktiga områden var anpassning av produkter och verksamheter till människa och miljö, samt att få sådana kunskaper och resultat kända i samhället genom bland annat nätpublicering. Petersson har bland annat studerat och påtalat hälsoeffekter av bilavgaser, speciellt när dessa ansamlas i tunnlar.
Petersson har fått stöd från Cancer- och Allergifonden för biokemiskt förankrad granskning av vardagsnära konsumentprodukter som livsmedel, där han intresserat sig för kolhydrater, fetter och antioxidanter i relation till diabetes, fetma och ateroskleros. Han har på senare tid publicerat flera rapporter om kost, övervikt och folkhälsa.
Han är bland annat författare till läroboken Kemisk miljövetenskap som 2006 utkom i sin 6:e upplaga.

## Utmärkelser
- 2005 - Miljömedicinska priset från Cancer- och Allergifonden, för många års insatser för att kartlägga bland annat hälsoeffekter av bilavgaser och kolväteutsläpp.[2]